# Sylviane Moingeon
Sylviane Odette Paris de Moingeon, nacida el 30 de noviembre de 1962 en Franco Condado, es una botánica, micóloga, orquideóloga, taxónoma, conservadora y exploradora franco-italiana.

## Algunas publicaciones
- gilbert Moyne, jean-marc Moingeon, sylviane Moingeoin, pierre Chaillet. 2015. Contribution à l'étude des Ascomycètes de Franche-Comté: Quelques Hélotiales intéressantes récoltées en 2014. Bull. de la FME 13: 7 - 22.

- christian Frund, pierre Chaillet, sylviane Moingeoin, gilbert Moyne. 2014. Deux hygrophores peu communs. Bull. de la FME 12: 52 - 56.

- sylviane Moingeoin, jean-marc Moingeon. 2006. A propos de quelques Xerocomus peu connus. Bull. de la FME 4: 22 - 28.

- jean-marc Moingeon, sylviane Moingeon. 2005. Ophrys lepida, sp. nova, espèce de Sardaigne appartenant au groupe d'Ophrys subfusca. Ophrys: 173 - 173.

- La abreviatura «S.Moingeon» se emplea para indicar a Sylviane Moingeon como autoridad en la descripción y clasificación científica de los vegetales.[5]